# WAT Fünfhaus
Le WAT Fünfhaus (DHC Wat Fünfhaus Wien de son nom complet) est un club autrichien de handball féminin basé à Vienne.
Barré sur la scène nationale par l'Hypo Niederösterreich qui a continuellement réalisé le doublé Championnat-Coupe d'Autriche entre 1988 et 2016, le club participe néanmoins à la Ligue des champions féminine de l'EHF en 1993-1994 et 1995-1996.

## Palmarès
- Deuxième du Championnat d'Autriche (?) : 1980, 1993, 1995[réf. nécessaire], 1996

## Personnalités liées au club
- Sonja Frey : joueuse formée au club de 2001 à 2003
- Jasna Merdan-Kolar : joueuse de 1994 à 1996
- Natalia Rusnachenko : joueuse de 198? à 1989